# مسنجر (نرم‌افزار)
فیسبوک مسنجر یا مسنجر (به انگلیسی: Messenger) یک برنامهٔ کاربردی پیام‌رسانی از سوی شرکت متا پلتفرمز برای تلفن‌های همراه است که ارتباط آوایی و نوشتاری را فراهم می‌کند. این پیام‌رسان این امکان را برای کاربر فراهم می‌کند تا با دوستانش در فیس‌بوک چت و گفتگو کند.مسنجر یک برنامه پیام و پلت فرم است. این شرکت در ابتدا به عنوان چت فیس بوک در سال ۲۰۰۸ توسعه یافت و این شرکت سرویس پیام رسانی خود را در سال ۲۰۱۰ ارتقا داده و پس از آن نسخه‌های آی او اس و اندروید را در اوت ۲۰۱۱ منتشر کرد. طی سال‌های اخیر، فیس بوک برنامه‌های جدیدی را در انواع سیستم عامل‌های مختلف منتشر کرده‌است، رابط کاربری و قابلیت پیام رسانی را از برنامه فیس بوک اصلی جدا کرده، نیاز به کاربران برای استفاده از رابط وب یا دانلود یکی از برنامه‌های جداگانه.
کاربران می‌توانند پیام‌ها و عکس‌ها، فیلم‌ها، برچسب‌ها، صوتی و فایل‌ها را ارسال کنند، همچنین به پیام‌های دیگر کاربران واکنش نشان دهند و با ربات‌ها ارتباط برقرار کنند. این سرویس همچنین از تماس صوتی و تصویری پشتیبانی می‌کند. برنامه‌های جداگانه با استفاده از چندین حساب، مکالمه با رمزنگاری اختیاری به پایان می‌رسد و بازی‌ها را پشتیبانی می‌کند.
پس از جدا شدن از برنامه اصلی فیس بوک، مسنجر در آوریل ۲۰۱۵، ۶۰۰ میلیون کاربر داشت و در ماه ژوئن ۲۰۱۶ به این تعداد به ۹۰۰ میلیون افزایش یافت، در ماه ژوئیه ۲۰۱۶، یک میلیارد کاربر و در آوریل ۲۰۱۷ ۱٬۲ میلیارد کاربر داشت.